# Ghosts of Paraguay
Ghosts of Paraguay è un progetto musicale inglese di genere downtempo, dubstep e ambient.

## Storia del gruppo
Ghosts of Paraguay è un progetto musicale creato dal compositore David Templeman, nato a Rochford, vicino a Londra. Dopo l'esordio nel 2009 con l'ep Birth of a Hero, pubblicato dall'echitetta indipendente Freelance Records, nel 2011 esce il primo album studio Silent Souls  per la Loodma Recordings, che abbandona i sottofondi techno per concentrarsi più sul genere downtempo e future garage, marchio di tutta la sua produzione.
Nel 2012 pubblica l'EP Touch Me per l'etichetta Pauze Recordings  e nel 2014 esce Ember, sempre per la Loodma, in cui i tocchi malinconici e la presenza del pianoforte si fanno più evidenti e si consolida la collaborazione col vocalist Aiden Dullaghan . Nel 2016 Templeman pubblica il suo terzo album in studio, Zaida.

## Discografia

### Album in studio
- 2011 – Silent Souls
- 2014 – Ember
- 2016 – Zaida
- 2018 – All of Me

### EP
- 2009 – Birth of a Hero
- 2012 – Touch Me
- 2012 – On the Run
- 2013 – Into the Light
- 2014 – Animal

### Singoli
- 2011 – Here  below/Chasing the Art
- 2011 – Who you Become/Needing You